# Fannia
Pour les articles homonymes, voir Fannia (diptère).
Fannia est une personnalité de la Rome antique.

## Famille
Elle est la petite-fille d'Arria, célèbre pour son suicide avec son mari, Caecina Paetus. Celui-ci ne put le faire jusqu'à ce qu'Arria se poignardât elle-même avec le couteau et le lui redonnât en lui disant que cela ne faisait pas mal - « Non dolet, Paete! ».

## Biographie
Pline le Jeune décrit Fannia en tant que femme forte et hautement respectable. Comme sa grand-mère, elle est décrite en tant que rebelle politique.
Mariée à Helvidius Priscus, elle l'accompagna deux fois en exil, la première sous le règne de Néron pour avoir été trop proche de Silanus et Cassius, et la seconde sous Vespasien pour opposition à son règne. Fannia fut finalement exilée elle-même en 93 pour encourager la création et publication d'une biographie de son mari sous le règne de Domitien. Son sort fut plutôt chanceux, l'auteur du livre, Herennius Senecio, ayant été exécuté pour son rôle.
Pendant le procès de Senecio, il accusa Fannia et dit qu'elle lui avait demandé d'écrire la biographie, ce que Fannia confirma. On demanda à Fannia si elle avait donné les journaux intimes de Helvidius à Senecio, ce qu'elle confirma également. Pline le Jeune dira : « Elle ne murmura un seul mot pour réduire le danger qu'elle courait. »
Quand ses possessions furent confisquées, Fannia réussit à garder les journaux et la biographie de son mari et à les emporter avec elle en exil. En 103, Pline écrit que Fannia « attrape cette maladie ». Elle prenait soin d'une parente malade d'une « maladie grave », Junia. Cette dernière étant vestale, elle fut obligée de quitter le temple pour être soignée. Fannia tomba donc malade en la soignant, et est ainsi décrite par Pline : « Sa fièvre est constante, sa toux empire ; elle est extrêmement maigre et affaiblie. Seuls son courage et son esprit sont vigoureux, dignes de son mari Helvidius et de son père Thraseas . »
Quoique Pline le Jeune fût souvent enclin à exagérer, il exprime plusieurs fois des soucis pour la santé de Fannia. Il est donc probable qu'elle ne s'en remit pas.